# Calzadilla de los Barros
Calzadilla de los Barros település Spanyolországban, Badajoz tartományban. Calzadilla de los Barros Fuente de Cantos, Medina de las Torres, Puebla de Sancho Pérez, Usagre és Bienvenida községekkel határos. Lakosainak száma 685 fő (2024).

## Népesség
A település népessége az utóbbi években az alábbiak szerint változott:
| Lakosok száma | 855  | 860  | 854  | 863  | 936  | 848  | 823  | 755  | 721  | 685  |
|               | 2001 | 2004 | 2006 | 2009 | 2011 | 2014 | 2016 | 2019 | 2021 | 2024 |